# 雷埠乡
雷埠乡，是中华人民共和国安徽省安庆市怀宁县下辖的一个乡镇级行政单位。

## 行政区划
雷埠乡下辖以下地区：
李店社区、曙光村、雷埠村、郝山村、牛店村、腾云村、土塘村和白桥村。